# Vườn quốc gia Gull Rock
Vườn quốc gia Gull Rock là một vườn quốc gia ở Tây Úc, Úc.